# Ichneumon megapodius
Ichneumon megapodius är en stekelart som beskrevs av Heinrich 1949. Ichneumon megapodius ingår i släktet Ichneumon och familjen brokparasitsteklar. Utöver nominatformen finns också underarten I. m. fennicola.